# Allgemeine Zeitung des Judentums
Allgemeine Zeitung des Judentums (AZJ, traduction française : Journal général du judaïsme), jusqu'en mai 1903 Allgemeine Zeitung des Judenthums, est un journal juif allemand qui parut du 2 mai 1837 à 1922, d'abord à Leipzig, puis à Berlin. 
Son sous-titre était Ein unpartheiisches Organ für alles jüdische Interesse in Betreff von Politik, Religion, Literatur, Geschichte, Sprachkunde und Belletristik (Mit Königl. Sächsischer allergnädigster Concession.)  —  litt. : Un organe impartial pour tous les intérêts juifs en matière de politique, de religion, de littérature, d'histoire, de linguistique et de fiction (avec la concession gracieuse du roi de Saxe.).

## Histoire
Au début, le journal paraissait deux fois par semaine avant de devenir hebdomadaire. C'est la revue juive qui a eu la plus grande réussite en Allemagne.
Le journal est fondé à Leipzig par le rabbin Ludwig Philippson qui le publie jusqu'à sa mort en 1889. Gustav Karpeles (de) le publie ensuite à Berlin dans la maison d'édition de Rudolf Mosse et ce jusqu'en 1909. Un rédacteur régulier est Saul Raphael Landau (de). De 1909 à 1919, la rédaction est entre les mains de Ludwig Geiger, puis d'Albert Katz.
Gabriel Riesser, Eliakim Carmoly, Joseph Levin Saalschütz, Samuel David Luzzatto, Leopold Zunz, Leopold Dukes, Julius Fürst, Leopold Löw (de), Franz Delitzsch, Adolph Jellinek (de), Abraham Geiger et Isaak Markus Jost (de) sont d'autres collaborateurs notables des premières années. Phöbus Moses Philippson (de), frère de l'éditeur, a également contribué au magazine la première année avec onze articles titrés Ideen für eine Enzyklopädie und Methodologie der jüdischen Theologie.